# Facultad Regional San Francisco
La Facultad Regional San Francisco o FRSFCO es una de las facultades pertenecientes a la red nacional de la Universidad Tecnológica Nacional o UTN de la República Argentina. Dicha regional se sitúa actualmente en la ciudad de San Francisco.

## Aspectos generales
La Facultad Regional San Francisco está situada en el este cordobés, en el límite con la provincia de Santa Fe, a 210 km de Córdoba capital y a 135 km de la ciudad de Santa Fe, es cabecera del departamento San Justo y segunda ciudad de importancia industrial de la provincia, constituyendo un polo industrial y de servicios. Su estructura vial es un nudo de comunicaciones, encontrándose en la intersección de las rutas Nacional N°19, N.º 158 y N.º 1. Es el paso obligado del transporte terrestre del corredor bioceánico Brasil - Chile. 
Actualmente la Facultad Regional San Francisco, se emplaza en el costado oeste de la ciudad, más precisamente sobre la Avenida de la Universidad 501, en el sector que se conoce como el Polo Educativo de la Ciudad de San Francisco. En su Campus Universitario, cuenta con un predio parquizado de ocho hectáreas que alberga Dependencias Administrativas, Aulas, Laboratorios, Biblioteca, Comedor Universitario, Delegación DASUTEN y Edificio Cuarto Nivel.
La Facultad Regional San Francisco cuenta con Secretarías de Gestión, Direcciones de Departamento de las Carreras y Direcciones de Áreas. Entre sus principales actividades no solo está la de preparar profesionales en el ámbito de la tecnología sin descuidar la formación cultural y humanística, sino que se destaca por su vinculación con las instituciones, municipios y empresas de la ciudad y de la región.
También se desarrollan actividades orientadas a satisfacer las inquietudes estudiantiles como futuros profesionales, a través del fomento de cursos de pregrado, asistencia a seminarios, congresos, charlas técnicas, coordinando visitas a empresas de nuestra ciudad y el medio.
La Facultad, con su oferta educativa, responde a las necesidades de la demanda profesional en cada momento de la historia del desarrollo regional y nacional, brindando al medio graduados con alta inserción laboral, en respuesta a cada necesidad contemporánea.
La UTN Facultad Regional San Francisco es una de las treinta Facultades que conforman la Universidad Tecnológica Nacional, y se distribuyen a lo largo y lo ancho de todo el país. Esta característica de Universidad “federal” la distingue del resto de las casas de altos de estudios. Esta expansión posibilita la diversificación de la oferta de formación, especialmente en aquellas zonas que presentan demandas específicas para el desarrollo sostenible local y regional. Desde su creación, en 1948 hasta la fecha su crecimiento ha sido continuo.
Se trata de una Universidad que a lo largo de su historia alcanzó una significación social construida no solo por su cuerpo docente y estudiantil sino, fundamentalmente, a través de la activa y creativa participación e inserción de sus graduados en el medio socio-productivo. Se identifica con un modelo con fisonomía propia y un definido perfil institucional que la singulariza, ya que tiende a establecer vínculos con las fuerzas promotoras y productoras del crecimiento y desarrollo regional y nacional, a través de sus distintas Facultades y Unidades Académicas.

## La oferta académica: grado y posgrado
La oferta académica, tanto en lo relacionado con las carreras de Grado como las de Posgrado y Pregrado que se desarrollan en la Facultad, responden a las necesidades e intereses de desarrollo detectadas en la región de influencia, que puede considerarse aproximadamente como una circunferencia de 150 km de radio medio centrada en la ciudad de San Francisco y que comprende al Departamento San Justo en la Pcia. de Córdoba y Castellanos y San Martín en la Provincia de Santa Fe. 
Más de 1400 estudiantes concurren a sus aulas, y de ellos alrededor de un 50% proviene de la región. Cada día, son alrededor de dos mil las personas que atraviesan el pórtico de ingreso para llevar adelante alguna actividad relacionada con la vida diaria universitaria en esta Facultad.
El cuerpo Docente desarrolla actividades de actualización curricular y perfeccionamiento pedagógico en forma sistemática, coordinados por la Secretaría Académica de la Facultad, asistidos por su Departamento Pedagógico y planificados por los Departamentos de Especialidades.
Un importante número de sus Graduados encuentra ubicación en empresas productoras de Bienes y Servicios locales, mientras que el resto desempeña su rol profesional en diversos puntos y empresas del país y en el exterior.
La actividad de los Posgrados organizados como Cursos de Actualización, Carreras de Especialización, Maestrías y Doctorados permite el acceso a opciones de actualización a los profesionales graduados de la casa y de la región alcanzando en cada caso altos niveles de calidad por la excelencia de los Docentes a cargo de su dictado.
Resulta muy importante la posibilidad de desarrollar a través de los mismos temáticas importantes para las organizaciones en las que desempeñan sus actividades o a las que prestan sus servicios en forma independiente.
Actualmente, sus destinos son dirigidos por el Sr. Decano, Ing. Alberto Toloza, y por la Vicedecana, Ing. Claudia Verino.

## Historia
A fines de la década de 1960, la ciudad de San Francisco exhibía un marcado desarrollo de las actividades industriales sustentado en el sector metalúrgico, y de la producción de máquinas-herramientas con signo exportador; y de igual manera era destacable la presencia de fábricas que procesaban alimentos, cueros, maderas. Estas empresas, que operaban con mano de obra especializada provista de manera primordial por los egresados de los establecimientos educativos técnicos de nivel medio de la ciudad, evidenciaban una importante carencia de personal con mayor preparación técnica y, fundamentalmente, de ingenieros.
Esas y otras razones son consideradas por la Asociación de Industriales Metalúrgicos (AIM), profesionales y comerciantes del medio, quienes con el apoyo de la Municipalidad de la Ciudad de San Francisco en la figura de su Sr. Intendente, Antonio Lamberghini, promovieron a partir de abril de 1969 la creación de una dependencia de la Universidad Tecnológica Nacional, que formara científica, tecnológica y profesionalmente a jóvenes provenientes de la misma y de la región.
Entre las diversas gestiones destacó la realizada con el Secretario Académico de la UTN, Dr. Dardo J. S. Visio, quien visitó San Francisco para interiorizarse personalmente del Proyecto Educativo para la ciudad.
Tras diversas gestiones, el Consejo Superior aprobó la iniciativa mediante la Resolución N.º 49/69. Y el Sr. Rector de la UTN de ese momento, Ing. José F. Colina, confirmó el inicio de los cursos universitarios a principios de 1970 en la ciudad de San Francisco. Esta Delegación dependía en aquel momento de la UTN Facultad Regional Córdoba.
Su creación estaba destinada a la formación integral de profesionales de origen obrero para satisfacer las necesidades de la industria nacional. El 29 de diciembre de 1969 el Sr. Rector aprobó la Resolución N.º 483/69, que menciona en su artículo 1°): Créase la Delegación San Francisco que funcionará en la localidad del mismo nombre de la Provincia de Córdoba.
Desde abril de 1970 hasta el 19 de agosto de 1978, las clases se dictaron en el Colegio Sagrado Corazón de los Hermanos Maristas, dado que no se contaba con edificio propio. Ese día se realizó la inauguración oficial del Edificio Propio de la Delegación San Francisco de la Universidad Tecnológica Nacional.
El 6 de noviembre de 1993, en la Facultad Regional Buenos Aires, se realiza la Asamblea Universitaria para la elección de Rector de la UTN, resultando electo el Ing. Héctor Carlos Brotto. En la misma asamblea es aprobada la resolución de Asamblea Universitaria y nuestra casa de Estudio pasa a denominarse Facultad Regional San Francisco.
A lo largo de los años, la Facultad fue sumando carreras a su oferta educativa, y superficie: en el año 2000 se adquirieron cuatro hectáreas en un terreno lindante, pasando así a duplicar la superficie de su campus. Y en los años siguientes, se concretó la construcción de laboratorios de carreras, una nueva Biblioteca, el comedor universitario, el espacio de Posgrado y el edificio de Ciencia y Tecnología.
Luego se avanzó en la consolidación de los recursos humanos existentes, tanto en el plano de la docencia, como en el claustro no docente, y en el de los docentes investigadores. Y en los últimos años, se avanzó en la construcción de nuevos espacios en el sector de la planta principal del edificio, y en la obra de pavimentación y reorganización del estacionamiento interno de la Facultad.

## Autoridades de la Facultad Regional San Francisco
El primer delegado fue el ingeniero militar teniente coronel Ernesto Lagleyse, quien también era director de la Fábrica Militar San Francisco.
En el año 1970 comenzó el ordenamiento administrativo de la Delegación, a cargo de cuatro no docentes, y a partir de febrero de 1971 fue designado como Autoridad de la misma el Ing. Reinaldo Barberis (1971-1985).
El 6 de diciembre de 1985 se realizó la primera Asamblea Universitaria resultando decano electo el Ingeniero Raúl Carlos Alberto ( 1985 – 2002 ).
El 14 de diciembre de 2001 sesionó la Asamblea integrada por el Consejo Académico y los Consejos Departamentales especialmente convocados para elegir Decano para el período 2002-2006, resultando electo el Ing. Daniel Ferradas, quien asume sus funciones en abril de 2002 .  ( 2002 – 2014 ).
El 3 de diciembre de 2013 sesionó la Asamblea integrada por el Consejo Directivo y los Consejos Departamentales especialmente convocados para elegir decano para el período 2014 - 2017, resultando electo el Ing. Alberto Toloza, quien asume sus funciones en abril de 2014. El Ingeniero Juan Carlo Calloni fue elegido como Vicedecano.
El 12 de diciembre de 2017, la Asamblea de la Facultad Regional San Francisco de UTN eligió como Decano para el período 2017-2021 al ingeniero Alberto Toloza, quien asumió en sus funciones en los primeros minutos del miércoles 13 de diciembre, junto al Ingeniero Gabriel Cerutti, como Vicedecano electo.
El viernes 24 de septiembre de 2021, la Asamblea de la Facultad reeligió al Ingeniero Alberto Toloza como Decano, por el período 2021-2025. Asumió el martes 7 de diciembre, junto a la Ingeniera Claudia Verino, elegida por la Asamblea como Vicedecana, siendo la primera mujer en ocupar ese rol en la historia de la UTN Facultad Regional San Francisco.

## Carreras y posgrados
La gestión académica comprende a las carreras de Grado y Posgrado que se desarrollan en la Facultad y que responden a las necesidades de desarrollo detectadas en la región de influencia.
Las carreras de grado que se dictan en la UTN San Francisco son las siguientes: Ingeniería Electromecánica, Ingeniería Química, Ingeniería Electrónica, Ingeniería en Sistemas de Información, e Ingeniería Industrial (en convenio con el CRES San Francisco, esta carrera se dicta en las instalaciones de ésta institución), y la Licenciatura en Administración Rural. También se dicta la Tecnicatura Universitaria en Programación, que es una carrera de pregrado.
Ingeniería Química
Su duración es de 5 años y está orientada a la rama alimenticia principalmente. Posee un título intermedio de Técnico Universitario en Química con la aprobación de los 2 primeros años y las materias Química Analítica, Termodinámica, Físico-química y Química Analítica Aplicada.
Ingeniería en Sistemas De Información
Es una de las carreras de grado que ofrece nuestra Facultad Regional San Francisco. Su duración es de 5 años con un título intermedio de Analista Universitario de Sistemas de 3 años de duración.
Ingeniería Electromecánica
Su duración es de 5 años, el título que otorga es el de Ingeniero Electromecánico.
Ingeniería Electrónica
Su duración es de 5 años y medio, con un título intermedio de Técnico Universitario en Electrónica de 4 años de duración.
Licenciatura en Administración Rural
Su duración es de 4 años y otorga el título de licenciado en Administración Rural. Posee título intermedio: técnico universitario en Administración Rural: Este título permite una salida laboral antes de concluir la especialidad, posibilitando a los alumnos una inserción ocupacional. Los requisitos para obtener dicho título es aprobar los primeros tres niveles del Plan de Estudio.
Ingeniería Industrial
Es una carrera con una duración de 5 años, que ofrece la Facultad Regional San Francisco de la UTN en convenio con el Centro Regional de Educación Superior San Francisco (CRES).
Ingeniería Industrial, es una rama de la Ingeniería que prepara para rediseñar y optimizar, los procesos industriales y los modelos de negocios. Entrena para el diseño y la gestión de las operaciones, de producción y de servicios, la conducción de proyectos, la integración del factor humano y la optimización de las decisiones que deben tomarse para generar cambios en las organizaciones.
Las carreras de posgrados vigentes son: la Especialización en Ingeniería Gerencial; Maestría en Administración de Negocios; Especialización en Ingeniería Ambiental; Maestría en Ingeniería Ambiental; Especialización en Higiene y Seguridad en el Trabajo; Especialización en Docencia Universitaria y la Especialización en Energía Eléctrica.

## La Facultad Regional tiene su propia canción
“Himno canción de la UTN San Francisco” fue creada por el ingeniero electromecánico Omar Gallo, tiene arreglos musicales y de edición del ingeniero electrónico Rubén Gonella, ambos graduados de UTN San Francisco. Cuenta además con la participación de un cantante de la ciudad de San Francisco, Ricardo Rody. Este Himno tuvo su presentación oficial en el festejo de los 25 años de creación de la Facultad, fiesta que se realizó el 6 de mayo de 1995.